# Callophrys suaveola
Callophrys suaveola är en fjärilsart som beskrevs av Otto Staudinger 1881. Callophrys suaveola ingår i släktet Callophrys och familjen juvelvingar. Inga underarter finns listade i Catalogue of Life.